# Mariken van Nieumeghen (film)
Mariken van Nieumeghen is een Nederlandse film uit 1974 onder regie van Jos Stelling. Het verhaal is gebaseerd op het mirakelspel Mariken van Nieumeghen uit de 16e eeuw.
De film werd vertoond op het Filmfestival Cannes.

## Verhaal
[Dit is het verhaal uit de oudst bewaard gebleven druk; niet het verhaal uit de film]
Mariken trekt in bij haar tante totdat die een woede-uitbarsting heeft. Mariken schrikt daarvan en loopt weg. In het bos bidt ze tot God en de duivel voor een veilige doortocht. Dan dient zich een man aan die zich voorstelt als Moenen. Hij is de verpersoonlijking van de duivel. Moenen en Mariken trekken door de Zuidelijke Nederlanden en laten een spoor van verderf achter. Dan trekken ze naar de stad Antwerpen.
Na zeven jaren geleefd te hebben met de Duivel keert Mariken terug naar Nijmegen op zoek naar vergeving. Op de markt bidt ze tot God maar Moenen laat haar tot enige hoogte zweven om haar dodelijk neer te laten vallen.
Mariken overleeft dit echter doordat haar oom Gijsbrecht voor haar bidt. Als daarna de plaatselijke pastoor haar vertelt dat het moeilijk is om boetedoening te doen gaat ze naar Keulen om daarna naar de paus in Rome te gaan. Ze krijgt kettingen om haar polsen en moet boeten totdat ze er vanzelf afvallen.

## Rolverdeling
| Acteur               | Personage                         |
| -------------------- | --------------------------------- |
| Ronnie Montagne      | Mariken                           |
| Eric Bais            | gast in herberg van Frans Hulshof |
| Sander Bais          | Moenen                            |
| Kees Bakker          | bedelaar                          |
| Jacqueline Bayer     | meisje                            |
| Harm Begeman         | wagenspeler                       |
| Henk Douze           | wagenspeler                       |
| Dirk Hattum          | wagenspeler                       |
| Carel Jansen         | wagenspeler                       |
| Kitty Courbois       | stem                              |
| Riek Deege           | wasvrouw                          |
| Johanna Leeuwenstein | wasvrouw                          |
| Jan Harms            | aanrander                         |
| Menno Jetten         | aanrander                         |
| Wil Hildebrand       | Dede                              |
| Leo Koenen           | kleermaker                        |